# Зуев, Степан Олегович
Степан Олегович Зуев (род. 31 октября 1988 года в Кировске, Мурманская область) — российский горнолыжник, мастер спорта России международного класса.

## Биография
Впервые принял участие в гонках FIS 4 декабря 2003 года в Аллеге (Италия) в гигантском слаломе (занял 82-е место).
В чемпионате России по горным лыжам 2004 занял 23-е место в слаломе, 46-е место в супер-гиганте, 16-е место в гигантском слаломе.
22 декабря 2005 года занял 3-е место в гонке FIS в Магнитогорске (гигантский слалом).
Участвовал в зимней Универсиаде 2007 (занял 31-е место в супергиганте).
25 января 2008 года занял 2-е место в гонке FIS в Иннеркремсе (Австрия) (супер-комбинация).
В Кубке мира по горнолыжному спорту дебютировал 26 октября 2008 года в австрийском Зёльдене (гигантский слалом), не прошёл квалификацию.
Чемпион России 2009 (супер-комбинация), 2010 (скоростной спуск и гигантский слалом) и 2012 (суперкомбинация).
Серебряный призёр чемпионата России 2009 (слалом).
Бронзовый призёр чемпионата России 2008, 2009 (гигантский слалом).
Участник зимних Олимпийских игр 2010 года в Ванкувере, лучший результат — 23-е место в комбинации.
Участник зимних Олимпийских игр 2014 года в Сочи.
Закончил спортивную карьеру летом 2014. С 07.11.2014 генеральный директор ООО «Турасе»